# Диофант
 Тази статия е за гръцкия математик Диофант.  За понтийския генерал със същото име вижте Диофант (генерал).  
Диофант Александрийски (на старогръцки: Διόφαντος ὁ Ἀλεξανδρεύς) е гръцки математик от Александрия. Роден и живял вероятно през 3 век. Той често бива наричан „Баща на алгебрата“. Негова е идеята да се използват уравнения с повече от едно неизвестно от типа на 2a + 12b = 48, наречени в негова чест Диофантови уравнения. В книгите си, от които са запазени само шест, решава специални уравнения до четвърта степен, предимно неопределни. Не се знае почти нищо за живота му.